# تیم ملی فوتبال مولداوی

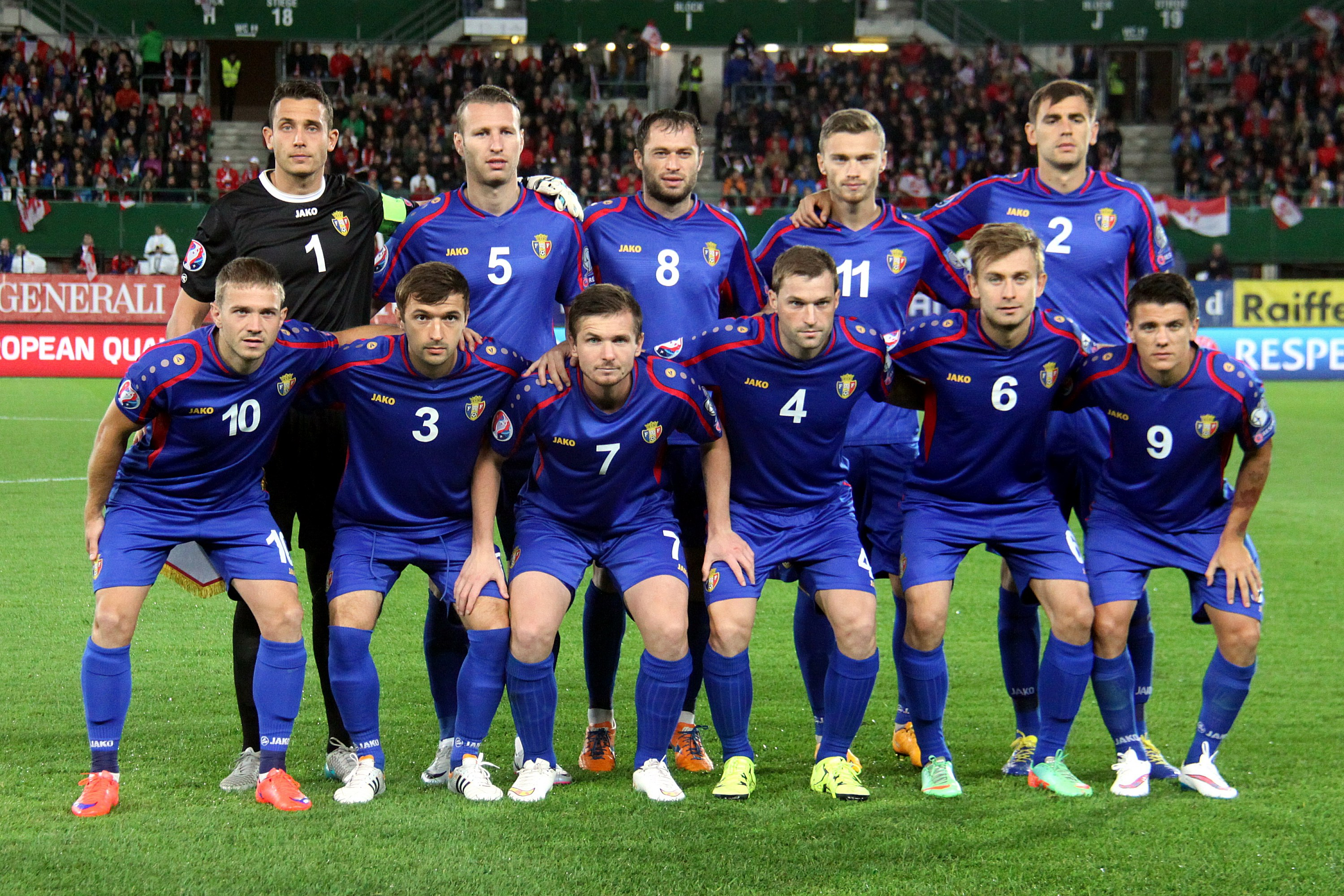

تیم ملی فوتبال مولداوی یک تیم فوتبال بین‌المللی است که به نمایندگی از کشور مولداوی به میدان می‌رود. این تیم زیر نظر فدراسیون فوتبال مولداوی فعالیت می‌کند.